# Église Saint-Fuscien de Grand-Laviers
L'église Saint-Fuscien de Grand-Laviers est une église catholique située sur le territoire de la commune de Grand-Laviers, dans le département de la Somme, en France, non loin d'Abbeville.

## Historique
L'église de Grand-Laviers a été construite au XVe siècle. Le clocher a été refait en 1844. Une campagne de restauration des murs extérieurs s'est achevée en décembre 2015.

## Caractéristiques

### Extérieur
L’église a été construite en pierre blanche sur un soubassement de brique selon un plan basilical traditionnel, sans transept avec le chœur légèrement plus élevé que la nef. Le clocher-mur surmonte le portail d'entrée. Il est renforcé par des contreforts en brique. Un des murs de la nef est aveugle, l'autre est percé d'une fenêtre ogivale. Le chœur à chevet plat est éclairé par deux baies.

### Intérieur
L'intérieur possède une charpente apparente et un arc triomphal. Une sculpture de Christ aux liens en bois bruni et un tableau représentant saint Nazard (ou saint Étienne) avec la palme du martyre sont conservés dans l'église.

Intérieur
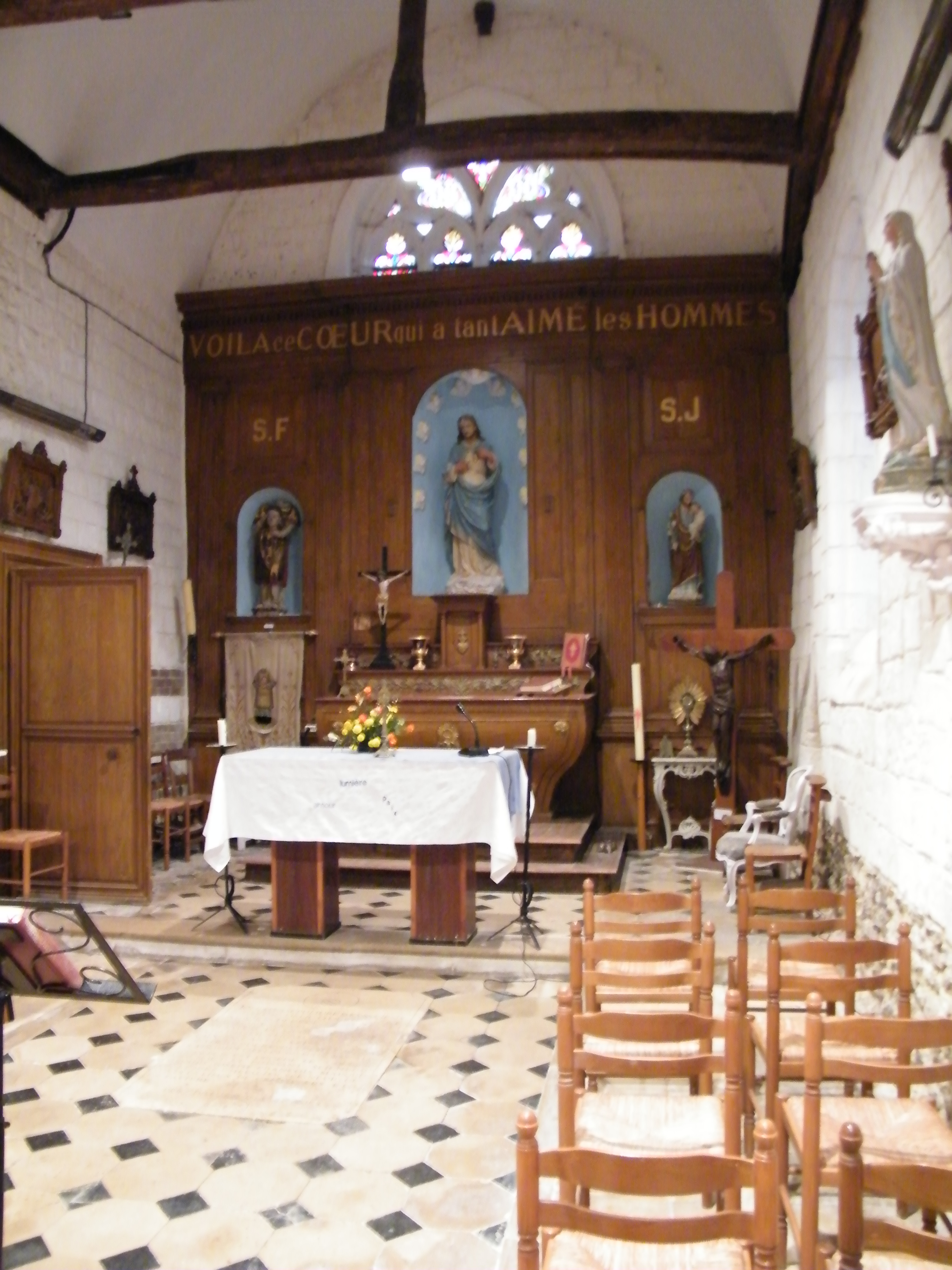
Vue d'ensemble.
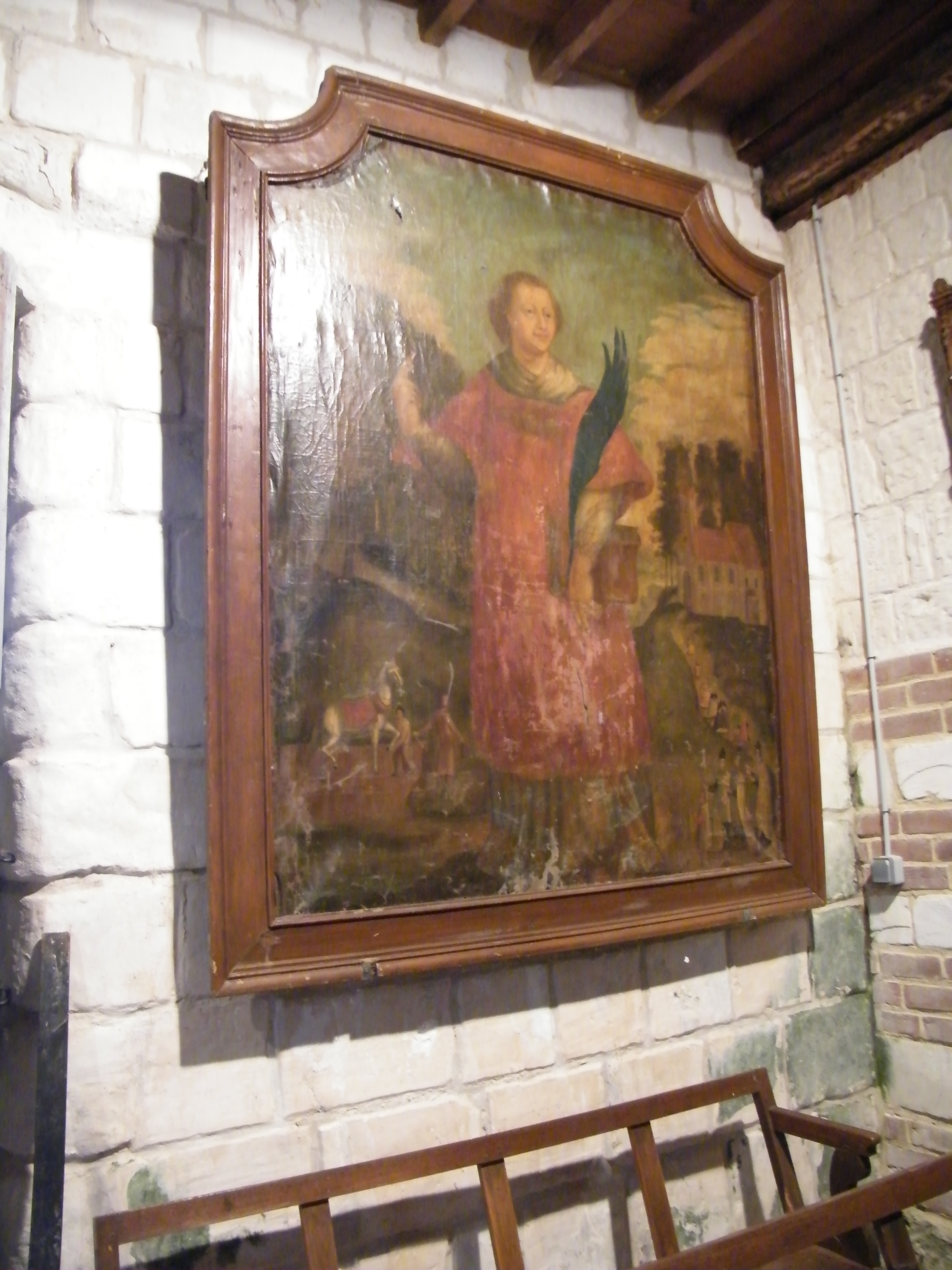
Évocation de Saint-Nazare.
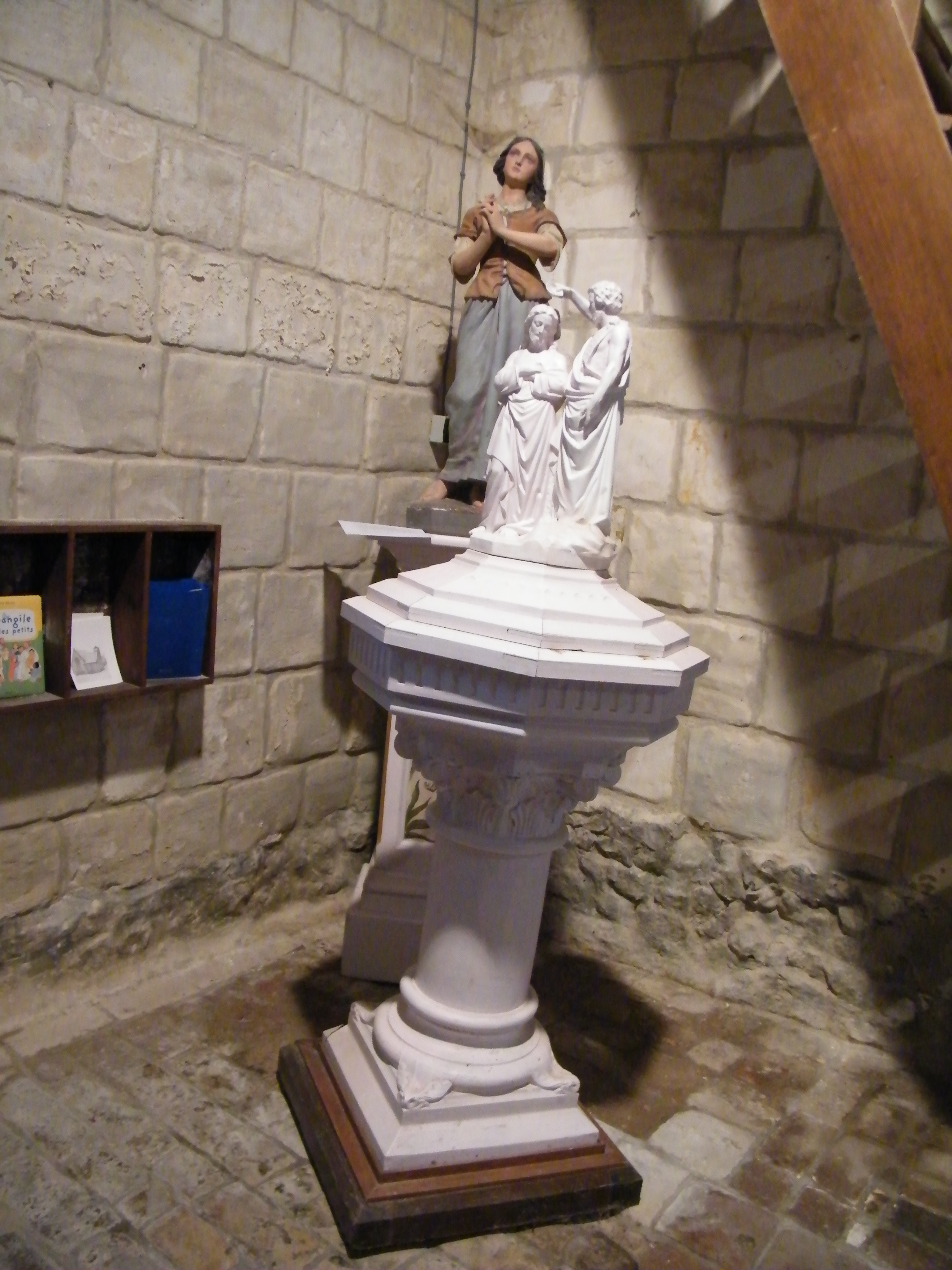
Fonts baptismaux.
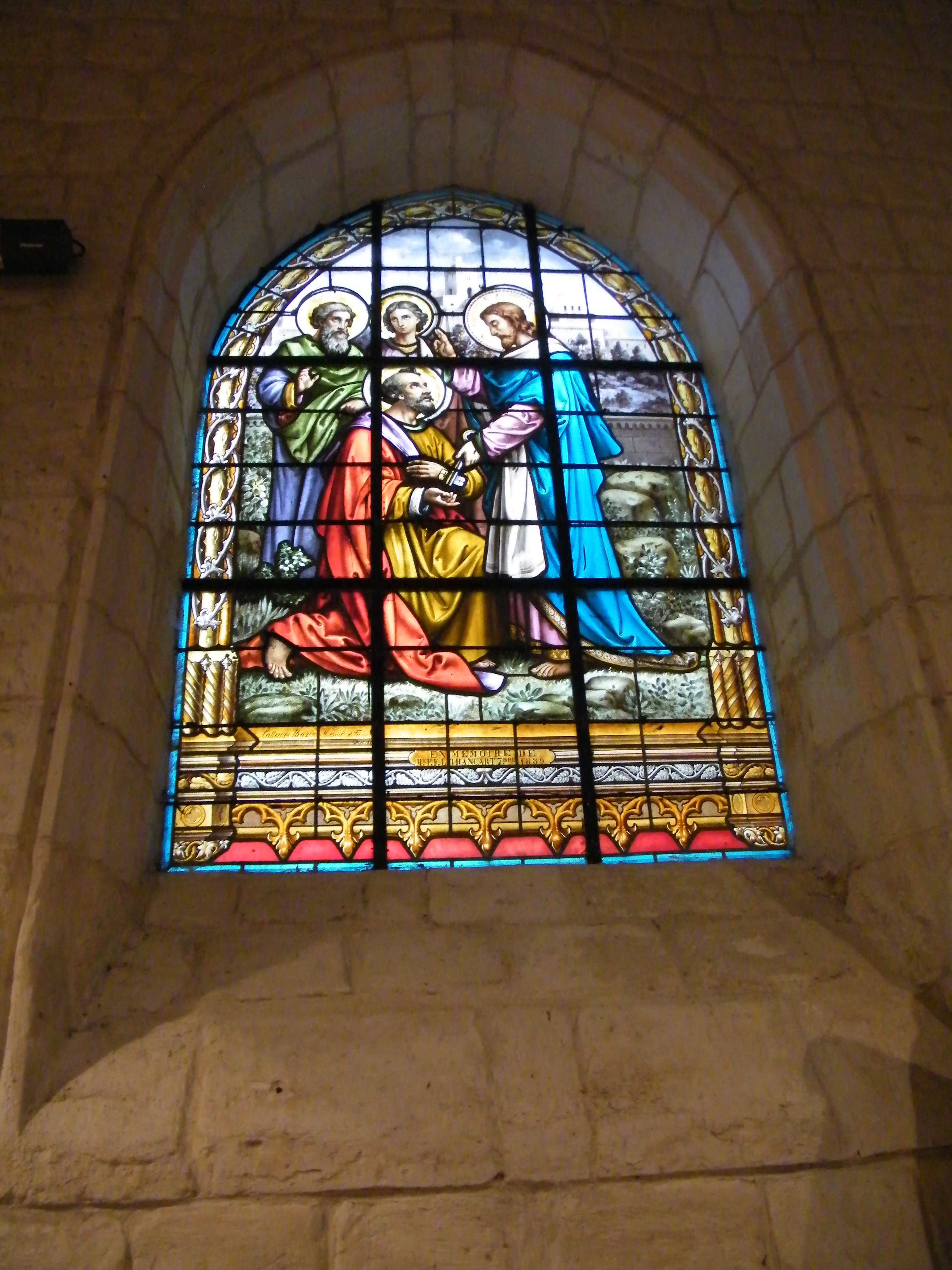
Vitrail de gauche.
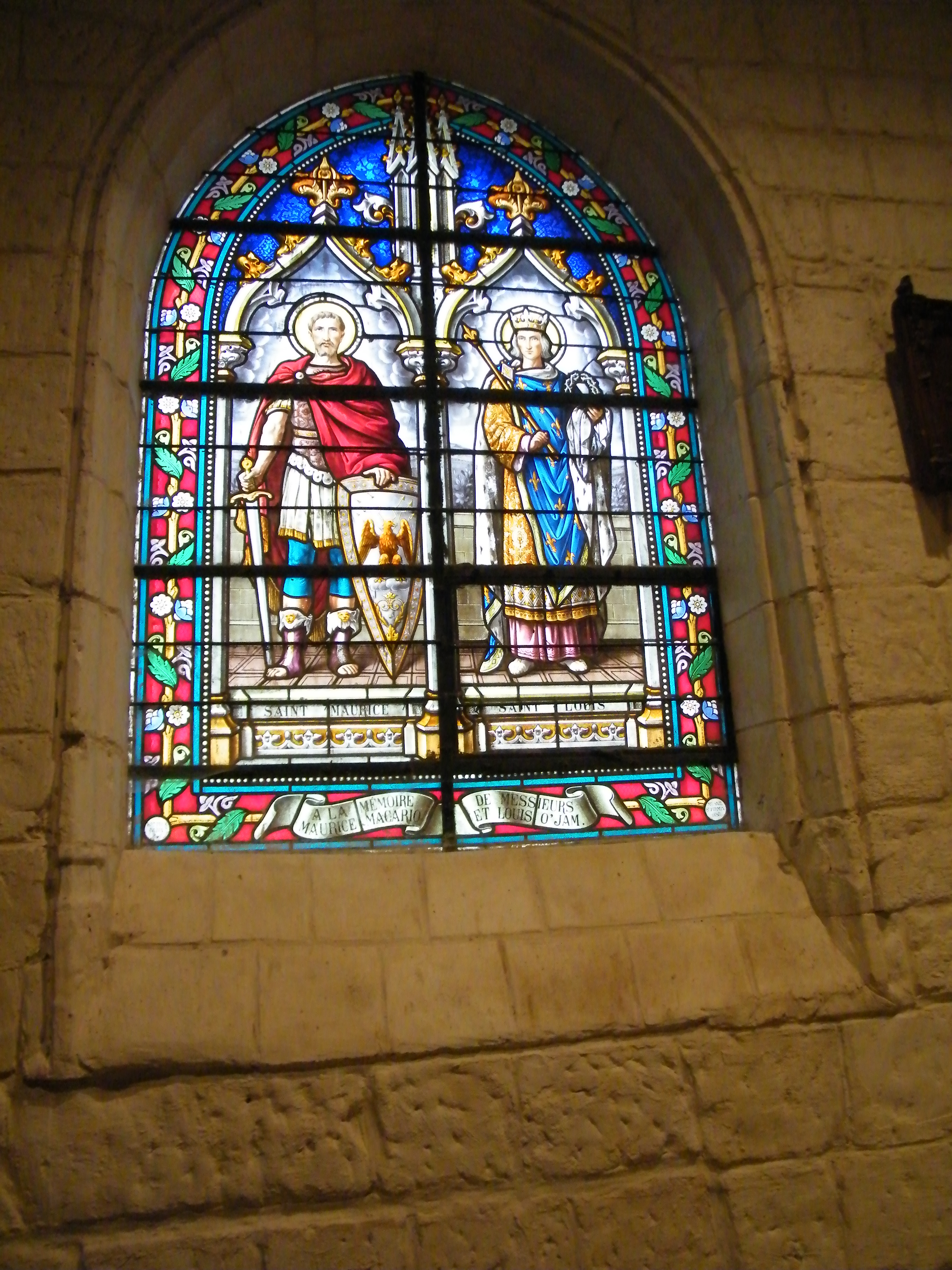
Vitrail de droite.